# From Wisdom to Hate
From Wisdom to Hate è il quarto album in studio del gruppo death metal canadese Gorguts, pubblicato nel 2001.

## Tracce
Testi di Luc Lemay.
1. Inverted – 4:23 (musica: Lemay)
2. Behave Through Mythos – 5:10 (musica: Cloutier)
3. From Wisdom to Hate – 5:06 (musica: Mongrain, Cloutier)
4. The Quest for Equilibrium – 6:47 (musica: Lemay)
5. Unearthing the Past – 5:02 (musica: Mongrain)
6. Elusive Treasures – 6:19 (musica: Cloutier, Mongrain)
7. Das Martyrium Des – 4:33 (musica: Lemay, Mongrain)
8. Testimonial Ruins – 3:19 (musica: Mongrain, Lemay)

## Formazione
- Luc Lemay – chitarra, voce
- Daniel Mongrain – chitarra, voce
- Steve Cloutier – basso
- Steve MacDonald – batteria